# Jeff Smith (boxe anglaise)
Pour les articles homonymes, voir Jeff Smith (homonymie) et Smith.

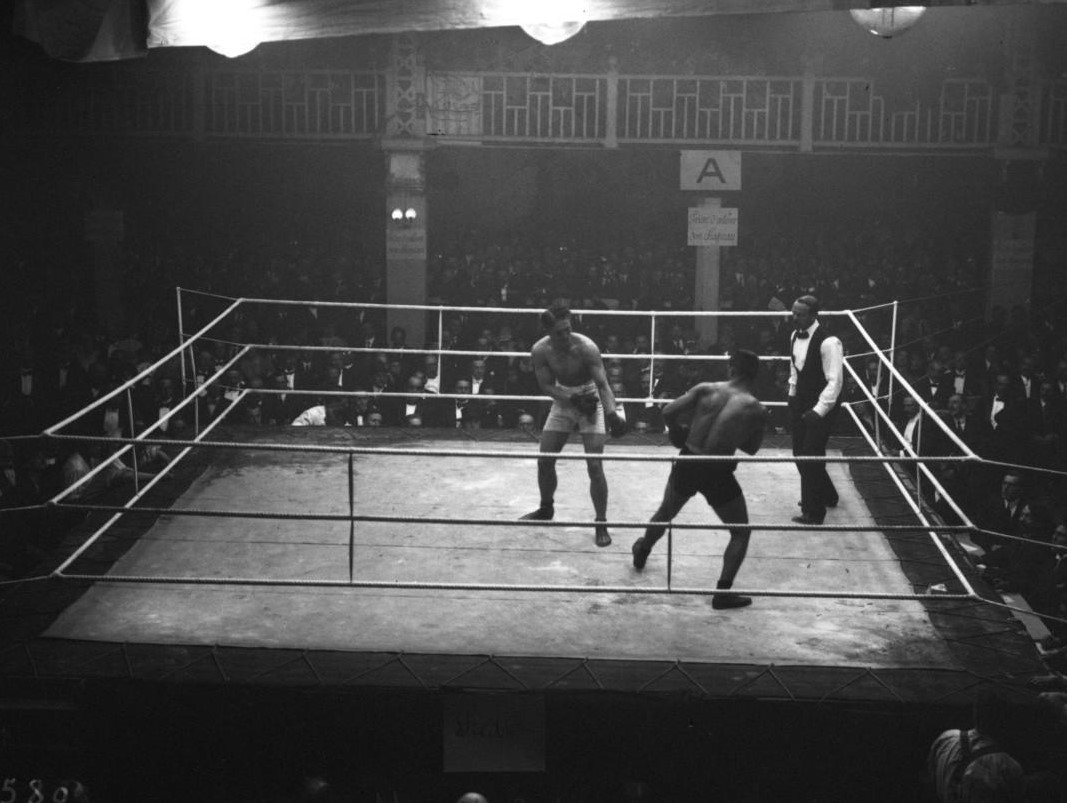
Jeff Smith vs Georges Carpentier

Jeff Smith, de son vrai nom Jerome Jeffords, est un boxeur américain né le 23 avril 1891 à New York et mort le 3 février 1962.

## Biographie
Passé professionnel en 1910, il est surnommé The Bayonne Globetrotter pour avoir boxé dans de nombreux pays à travers le monde comme en France, Australie, Angleterre, Canada et Mexique. Il compte notamment des victoires face à George Chip, Eddie McGoorty, Jimmy Clabby et Les Darcy en poids moyens et a même rencontré des boxeurs de premiers plans en mi-lourds et en poids lourds tels que Georges Carpentier, Tommy Loughran et Gene Tunney sans avoir jamais eu la possibilité de livrer un combat de championnat du monde. Il met un terme à sa carrière en 1927 sur un bilan de 141 victoires, 35 défaites et 4 matchs nuls.

## Distinction
- Jeff Smith est honoré à titre posthume par l'International Boxing Hall of Fame en 2013[2].

## Référence
1. ↑  « Jeff Smith, boxeur, 1913 | Vergue », sur vergue.com (consulté le 3 août 2023)
2. ↑  (en) Biographie de Wesley Ramey sur le site de l'International Boxing Hall Of Fame (ibhof.com)